# Wyżyna Sałairska

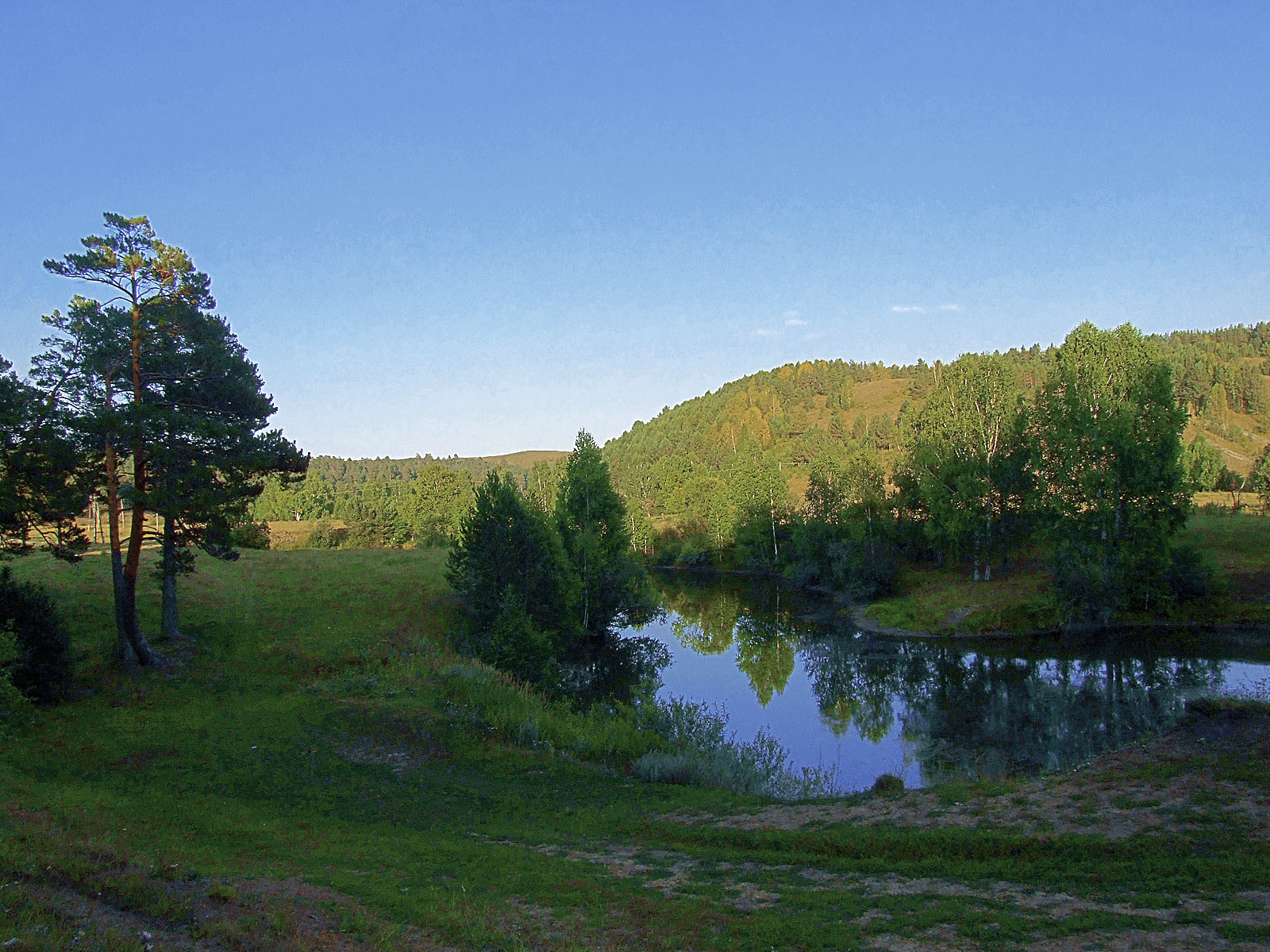
Krajobraz Wyżyny Sałairskiej

Wyżyna Sałairska, także Góry Sałairskie (ros.: Салаирский кряж, Sałairskij kriaż) – wyżyna w azjatyckiej części Rosji w obwodzie kemerowskim, nowosybirskim i Kraju Ałtajskim, która ciągnie się na długości ok. 300 km i ogranicza od zachodu Kotlinę Kuźniecką. 

## Budowa i geologia
Najwyższym wzniesieniem na wyżynie jest Kiwda (621 m n.p.m.). Inne to Kopna (600 m n.p.m.), Pichtowaja (562 m n.p.m.) i Mochnataja. Wyżyna zbudowana jest z wapieni krystalicznych, piaskowców, tufów i granitów.

## Przyroda
Łagodne zbocza południowo-zachodnie i wyrównane partie szczytowe pokryte są głównie lasami osikowo-jodłowymi oraz brzozowo-osikowymi, natomiast strome stoki północno-wschodnie porośnięte są lasami modrzewiowymi, sosnowymi, brzozowo-osikowmi i stepami. Występują złoża rud polimetalicznych.
Na południowo-zachodnich zboczach wyżyny znajduje się Park Narodowy „Sałair”.

## Klimat
Klimat upodobniony jest do klimatu północno-wschodniego Ałtaju. Średnie temperatury lipca oscylują między 15 a 18 °C, a stycznia od -16,5 do -19 °C. Maksimum bezwzględne to 34,1 °C, a minimum to -47,8 °C. Okres wegetacyjny trwa 137-145 dni w roku. Okres bezmroźny ma tylko 82 dni. 